# Alev Ebüzziya Siesbye
Alev Ebüzziya Siesbye (* 30. August 1938 in Istanbul) ist eine türkische Glas- und Keramikkünstlerin.

## Leben
Alev Ebüzziya wurde 1938 als Tochter des Journalisten, Schriftstellers und Historikers Ziyad Ebüzziya und dessen Ehefrau Vala geboren. Von 1956 bis 1958 studierte Ebüzziya Siesbye an der Akademie der schönen Künste in Istanbul Bildhauerei und studierte dann bei der Keramikkünstlerin Füreya Koral. Von 1958 bis 1960 war sie in einer Keramikfabrik in Höhr-Grenzhausen beschäftigt und von 1960 bis 1962 bei der Eczacıbaşı Holding in Istanbul. 1963 ging sie als Designerin zur Königlichen Porzellanfabrik nach Kopenhagen, eröffnete aber 1969 ein Atelier und ist seither als freie Künstlerin und Designerin tätig. Seit 1987 lebt sie in Paris. Von 1975 bis 1990 war sie Designerin für Rosenthal, von 1984 bis 2000 für Royal Copenhagen. Seit 2006 ist sie für die Rosendahl Design Group beschäftigt und fertigt Entwürfe für die türkische Glasfabrik Denizli Cam.
Ebüzziya Siesbyes Arbeiten sind eine Mischung aus minimalistischer dänischer Designsprache und anatolischen Mustern. Sie arbeitet vor allem mit der Wulsttechnik und nutzt die Töpferscheibe zur abschließenden Formgebung. Sie fertigt vor allem Schalen.
Alev Ebüzziya Siesbye war von 1967 bis 1979 mit dem dänischen Prokuristen David Siesbye verheiratet.

## Auszeichnungen
- 1983: Eckersberg-Medaille
- 1988: Atatürk-Goldmedaille
- 1988: Sanat Kurumu, Keramikpreis
- 1995: Prins-Eugen-Medal
- 2000: Dannebrogorden (Ritter)
- 2009: Ordre des Arts et des Lettres (Ritter)

## Ausstellungen (Auswahl)
- 1971: Danish Arts and Crafts, Sønderborg Museet, Sønderborg; Stifsmuseet, Viborg
- 1975: Danish Arts and Crafts, Stadtmuseum Helsingborg
- 1976: 8 Danish Ceramists, Museum Boijmans Van Beuningen, Rotterdam
- 1976: Alev Ebüzziya-Siesbye, Hetjens-Museum, Düsseldorf
- 1981: Danish Ceramic Design, Palmer Museum of Art, Pennsylvania State University
- 1981: Museum für Kunst und Gewerbe Hamburg
- 1989: Scandinavian Ceramics & Glass, Victoria and Albert Museum, London
- 1996: Designmuseum Danmark, Kopenhagen
- 1999: Alev at Beymen. Glass, Silver, Textile Designs, Archäologisches Museum Istanbul
- 2002: Retrospektive, Designmuseum Danmark, Kopenhagen
- 2002: Retrospektive, Museum für türkische und islamische Kunst, Istanbul
- 2004: Collect, Victoria and Albert Museum, London
- 2005: Museu Nacional do Azulejo, Lissabon
- 2008: Turkish Delight – Design aus der Türkei, Pergamonmuseum, Berlin
- 2009: Musée Magnelli, Musée de la Céramique, Vallauris
- 2010: Taiwan Ceramics Biennale, Keramikmuseum Yingge